# Cengiz Biçer
Cengiz Biçer est un footballeur liechtensteinois d'origine turque né le 11 décembre 1987 à Grabs (Suisse).

## Carrière

### En club
Il évolue actuellement en tant que troisième gardien au Mersin Idman Yurdu SK dans le championnat turc depuis 2010 après avoir fait partie de l'effectif de Samsunspor pendant deux saisons durant lesquelles il n'a disputé qu'un seul match.

### En sélection nationale
Cengiz Biçer est international liechtensteinois depuis sa sélection en match amical face à l'Islande le 11 août 2010, achevé sur le score de 1-1. Il a également disputé une rencontre non officielle le 3 mars 2010 face à une équipe d'Algérie composée de joueurs locaux à Koléa qui l'emporta 4-0.
Comme en club, il est actuellement troisième gardien dans la hiérarchie derrière Peter Jehle et Benjamin Büchel.